# Potangis
Potangis település Franciaországban, Marne megyében. Lakosainak száma 115 fő (2022. január 1.). Potangis Périgny-la-Rose, Bethon, La Celle-sous-Chantemerle, Chantemerle, Esclavolles-Lurey, Montgenost és Villiers-aux-Corneilles községekkel határos.

## Népesség
A település népességének változása:
| Lakosok száma | 82   | 83   | 86   | 88   | 102  | 121  | 131  | 121  | 116  | 115  |
|               | 1968 | 1982 | 1990 | 2006 | 2013 | 2015 | 2017 | 2019 | 2020 | 2022 |